# Пахучий Олексій Данилович
Олексі́й Дани́лович Паху́чий (наприкінці 1850-х рр. — на початку 1930-х рр.) — український архітектор та реставратор. Будував та реставрував світські та церковні будівлі на території Полтавської губернії (церкви у селі Мар'янівці та на Кирилівських хуторах (1879), на хуторі Хрестищі (1881)), Харківської (у Коломаку, Колонтаєві, Новій Водолазі, Деркачах (нині місто Дергачі), церкву у місті Валки (1887)), Катеринославської (собор у місті Новомосковську, церкву у селі Губинисі).
Найвидатнішою роботою О. Пахучого була реставрація Троїцького собору (збудований у 1773—1778 роках Якимом Погребняком) у Самарчику (Новоселиці, нині — Новомосковськ Дніпропетровської області), завершена восени 1888 року. За іконостасом та фотографією зумів відновити первісний вигляд собору, який завдяки реставратору зберіг характерні риси «козацького бароко» XVIII століття.
Про свою роботу залишив спогади, надруковані 1913 року в часописі «Дніпрові хвилі».
На початку XX століття оселився в Олександрівську. Під час громадянської війни 1917—1921 рр. переїхав із родиною до Гуляйполя. Прожив сімдесят три роки.
Дружина: Єпистимія Петрівна. Діти: Марія, Ганна, Людмила, Олександр та Олексій.
Онук — Олексій Олексійович Пахучий, український письменник.